# Takashima (Shiga)
Takashima (高島市 -shi) é uma cidade japonesa localizada na província de Shiga.
Em 30 de Novembro de 2004 a cidade tinha uma população estimada em 7 121 habitantes e uma densidade populacional de 112,67 h/km². Tem uma área total de 511 km².
Recebeu o estatuto de cidade a 1 de Janeiro de 2005.